# 엘리 고렌스타인

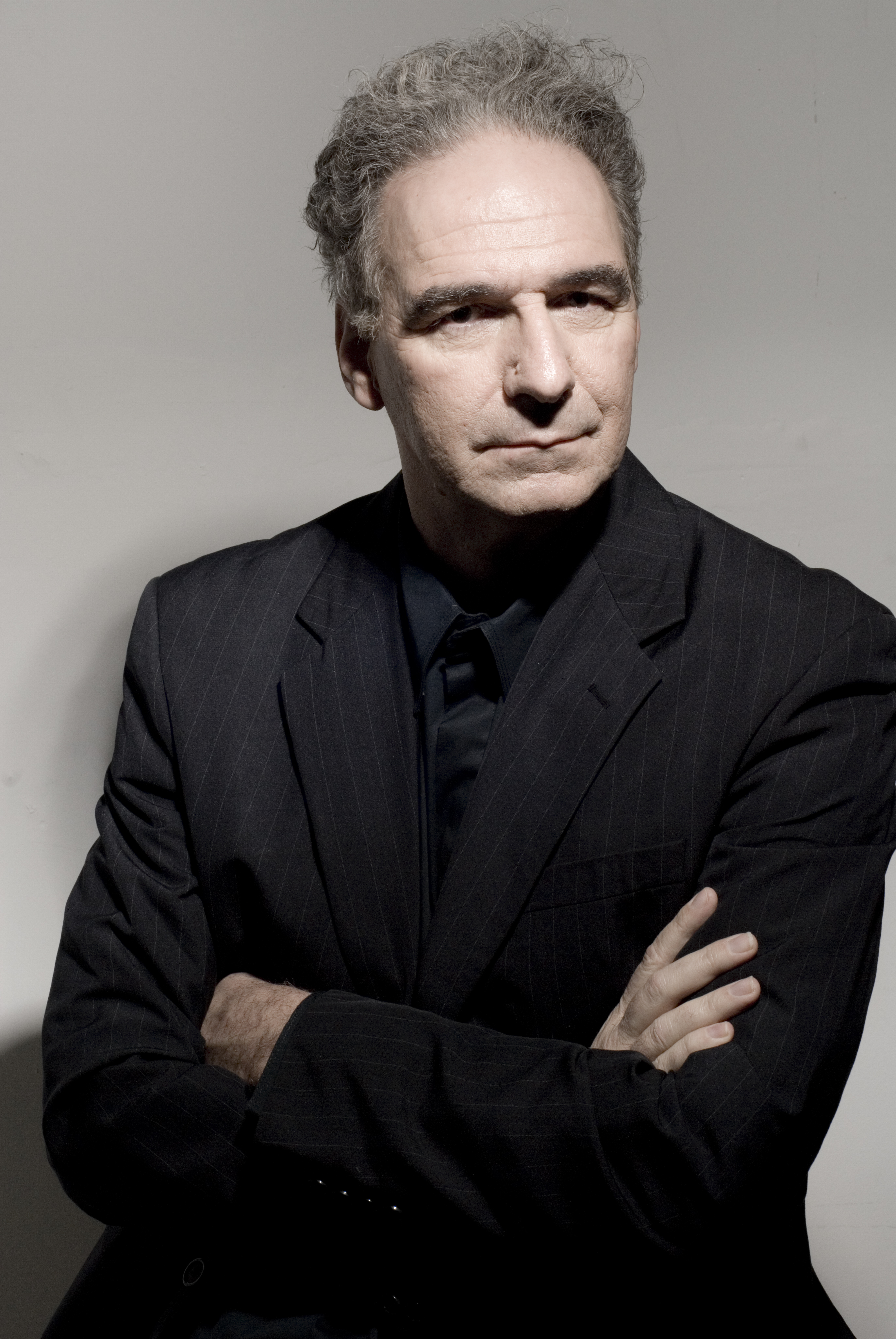

엘리 고렌스타인(히브리어: אלי גורנשטיין 엘리 고렌스타인, 1952년 8월 31일 ~ )은 이스라엘의 영화배우, 가수, 연극 배우, 텔레비전 배우, 무대 연출가이다.
텔아비브에서 태어났다.

## 영화
- 세이빙 네타 (2016년)
- 디 어택 (2012년)
- 한나스 워 (1988년)
- 벌거벗은 임금님 (1987년)
- 개구리 왕자 (1986년)